# Takayuki Mori
Takayuki Mori (森 隆行 Mori Takayuki?) (9 de octubre de 1976) es un luchador profesional japonés, más conocido por su nombre artístico Anthony W. Mori. Mori es principalmente conocido por su trabajo en Toryumon y Dragon Gate.

## Carrera

### Toryumon (2000-2004)
Mori debutó en Toryumon México a mediados de 2001 bajo su verdadero nombre. Después de participar sin mucho éxito en la Young Dragons Cup 2000, Mori recibió el gimmick de KENtaro Mori, un luchador vanidoso y que presumía de su atractivo, y fue trasladado a Toryumon 2000 Project, donde luchó bajo ese nombre algunos meses. Poco después, Mori adoptó el gimmick que usaría el resto de su carrera, Anthony W. Mori, basado en los príncipes europeos del siglo XIX.

### Dragon Gate (2004-presente)
Después de la ida de Último Dragón de la empresa, Toryumon Japan fue renombrado Dragon Gate, contratando a gran parte de los antiguos luchadores de Japan.
En 2010, Mori se retiró de la lucha libre, aunque permaneció con Dragon Gate, realizando tareas de backstage.

## En lucha
- Movimientos finales
  - Elegant Spike[2] (Flipping release leg hook belly to back suplex)[2]
  - Elegant Suplex[2] (Bridging wrist-clutch northern lights suplex)[2]
  - Eleganton Bomb[2] (High-angle senton bomb)
  - Flower Bridge[1][2] (Forward roll bow and arrow hold)
  - Escargot[1][2] (Arm trap single leg Boston crab) - 20002-2002
  - Gardenia[1][2] (Arm trap somersault cradle pin)

- Movimientos de firma
  - Elegant Magic[1][2] (Varios tipos de cradle pin)[2]
  - Elegant Magic from Hell[2] (Backslide pin)[2] - 2006-2010; adoptado de Genki Horiguchi
  - Diving Cross[1][2] (Plancha pasando por encima del turnbuckle)
  - Belly to back suplex
  - Dropkick, a veces desde una posición elevada
  - Elevated cloverleaf con una rodilla en la espalda del oponente
  - Enzuigiri
  - Figure four leglock
  - Gory neckbreaker
  - Iconoclasm
  - Running lariat
  - Springboard hurricanrana
  - Suicide dive
  - Superkick
  - Triangle choke[3]

- Apodos
  - "Elegant Prince"[1]
  - "Royal Prince"[1]

## Campeonatos y logros
- Dragon Gate
  - Dragon Gate Open the Brave Gate Championship (1 vez)
  - Dragon Gate Open the Triangle Gate Championship (2 veces) – con Milano Collection A.T. & YOSSINO (1) y BxB Hulk & Super Shisa (1)
  - Dragon Gate Open the Owarai Gate Championship (1 vez)